# 井出政峯
井出 政峯（いで まさみね）は、江戸時代後期の武士 。

## 出自
井出政峯は、井出延政の子である。井出家（正易系）の系譜であり、血筋としては（ – 正直 – 正俊 – 正信 – 正勝 – 正易 – 政武 – 延政 – 政峯）である。

## 略歴
『寛政重修諸家譜』（以下『寛政譜』）によると、以下のようにある。
宝歴4年（1754年）9月、初めて徳川家重に拝謁する。宝暦13年（1763年）12月に小姓組の番士となる。安永5年（1776年）4月、徳川家治の日光社参の際、これに供奉する。
天明8年（1788年）4月、56歳の時に家督を継ぐ。寛政5年（1793年）8月に小姓組頭となり、同年12月には布衣を許される。
『文化武鑑』には小姓組番士時代の政峯の槍印等が描かれている。また「井出半兵衛 父新三郎 二百俵 御小姓組御番衆」とあり、居住地は「牛込わか宮」とある。江戸城登城時の乗り物は駕籠とあり、家紋は「稲穂の丸に井桁」が描かれている。
『徳川実紀』に「寄合井出半兵衛政峯子辨五郎政安（中略）父死して家つぐもの十四人」とあるように、家督は子の井出政安が継いだ。